# Evgeni Dybsky

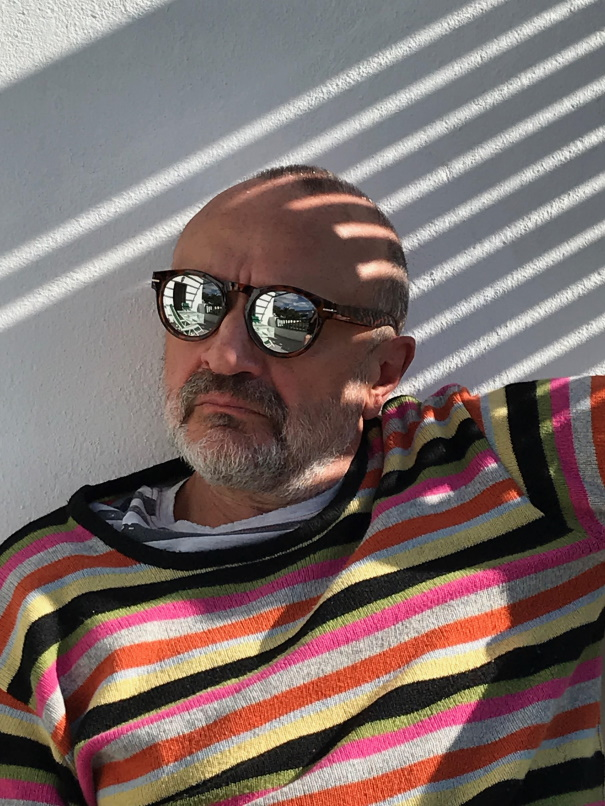
Evgeni Dybsky, 2020

Evgeni Dybsky (* 24. Januar 1955 in Constanza, Rumänien) ist ein zeitgenössischer Künstler. Aktuell lebt und arbeitet er in Berlin. Die Malerei Dybskys baut auf der Konstruktion des nichtlinearen visuellen Raumes sowie einem Nebeneinander heterogener Materialien auf. Seit 1985 arbeitet Dybsky in Serien. Seit 1992 betitelt der Künstler alle nachfolgenden Serien «Translation of Time» und nummeriert sie fortlaufend von I (1992–1993) bis aktuell XVII (2013–2022).

## Leben und Werk
Seine Jugend und Studienjahre verbrachte der Künstler in Russland. Dort erwarb er Studienabschlüsse an der Moskauer Kunstschule „Zum Gedenken an das Jahr 1905“ (1978) sowie am Moskauer Kunstinstitut Surikow, Fakultät für Grafik (1984). Obwohl der realistische Kanon in der spätsowjetischen Kunstausbildung als Dogma aufgezwungen wurde, kam Dybsky früh zur nicht figurativen Kunst. Bereits als Student wurde er in den Moskauer Künstlerkreisen bekannt dank seiner Teilnahme an den nichtzensurierten nonkonformistischen Ein-Tag-Ausstellungen sowie an der XV. Moskauer Jugendausstellung 1983. Bei der eintägigen Ausstellung im Zentralen Künstlerhaus am Kusnezki Most, die zum Schlüsselereignis des künstlerischen Lebens in Moskau im Frühling 1984 wurde, stellte Dybsky gemeinsam mit den Künstlern Lev Tabenkin, Maxim Kantor, Zakhar Sherman, Ivan Lubennikov und Alexander Scherbinin aus.

Seit 1985 stand Dybsky dem inoffiziellen Dichterkreis der Metarealisten und insbesondere Alexei Parschtschikow nah. Frühe nicht figurative Arbeiten von Dybsky wurden ebenso als „metarealistisch“ bzw. „metametaphorisch“ kommentiert. Alexei Parschtschikow beschrieb Dybskys Malerei später:
„Die Farbflächen fügen sich nach dem Montageprinzip zusammen – ihre Oberflächen bilden Verdichtungen; es scheint, dass die Farbe sich durch verschiedene Tiefenstufen bewegt: sie taucht ein, sickert durch, schlängelt sich, kommt an die Oberfläche, gleitet darüber, hält an und spaltet sich in unvorhersehbare Schattierungen auf. Die Rahmenkante hat eine Tiefe, die das Gemälde als eine Glasvitrine mit einem Objekt darin wirken lässt. Dies betont noch einmal die Objekthaftigkeit des Gemäldes. Denn insoweit die Glasvitrine als ein integraler Bestandteil des ausgestellten Objekts aufgefasst wird, funktioniert sie als ein durchsichtiger Vorhang, der einen Blick nicht auf eine Abstraktion eröffnet, sondern – ganz unmittelbar – auf die Materialität eines aufgeschnappten und festgehaltenen Eindrucks.“
1987 begann die internationale Ausstellungskarriere Dybskys. Es folgten Ausstellungen unter anderem in der Galerie de France, Paris, der Costakis Collection, Athen, beim Imatra Festival sowie in der Kaj Forsblom Galerie, Helsinki. 1988 wurden Dybskys Arbeiten in der ersten sowjetischen Sotheby’s Auktion verkauft. 1990 folgte Dybsky der Einladung des Mailänder Galeristen Giorgio Marconi, siedelte nach Italien über und arbeitete mit Marconis Galerie zusammen.
1995 zog der Künstler nach Köln, wo er bis 2008 lebte und arbeitete. In dieser Zeit wurden seine Arbeiten noch weniger figurativ, fast minimalistisch und monochrom.

2006, nach einer wiederholten Begegnung mit den unterdessen restaurierten Freskengemälden von Giotto di Bondone in der Cappella degli Scrovegni in Padua, fing Dybsky sein „Giotto Project“ an. Der Künstler schrieb über seine Serie:
„Wir neigen dazu, unsere eigenen Fantasien auf unsere Liebesobjekte zu übertragen, dies betrifft auch die Fantasien über Form. Ich fing an, meinen [unrestaurierten] Paduaner Giotto zu sublimieren, auf meinen Leinwänden, deren Größe der Originalgröße der Fresken entsprach. Sicherlich wurde es „mein Giotto“, ausgestattet mit den Besonderheiten meiner Malerei. Diese Besonderheiten resultieren aus meiner jahrelangen Arbeit, die für mich eine kontinuierliche Fortentwicklung meiner Malerei bedeutet. Dennoch sind in diese Entwicklung im Laufe all der Jahre auch die Besonderheiten der Malerei Giottos eingeflossen.“
2013 begann Dybsky das neue Projekt „Translation of Time XVII / Tintoretto Included“, das er bis 2022 fortsetzt. Die Inkonsequenzen, die Jacopo Tintorettos Gebrauch von Chiaroscuro kennzeichnen, bewogen Dybsky zum Experimentieren mit den malerischen Techniken, Strukturen und Materialien, die Licht und Schatten aus der mimetischen Darstellungstradition herauslösen und sie in autonome künstlerische Mittel verwandeln. Diese Serie stellt sowohl einen Dialog mit den konkreten Gemälden von Tintoretto dar, als auch integriert sie die Chiaroscuro-Effekte, die Dybsky in den Lichteinfällen diverser Landschaften, Interieurs sowie im Modellieren der Menschenfigur vorfand.
Evgeni Dybski ist Ehrenmitglied der Russischen Akademie der Künste.

## Einzelausstellungen (Auswahl)
- 1988 Evgeni Dybsky. Kaj Forsblom Gallery, Helsinki
- 1990 Evgeni Dybsky. Boibrino Gallery, Stockholm
- 1991 Evgeni Dybsky. Galerie Von Loeper, Hamburg
- 1993 Evgeni Dybsky. Galleria Seno, Mailand
- 1994 Evgeni Dybsky. International Images Gallery, Pittsburgh, USA
- 1996 Evgeni Dybsky. Galleria Seno, Mailand
- 1998 Evgeni Dybsky. Galerie Rackey, Bad Honnef
- 1999 Evgeni Dybsky. Stiftung Burg Kniphausen, Wilhelmshaven
- 2001 Evgeni Dybsky. Galleria Filisetti Arte Contemporanea, Crema, Italien
- 2002 Evgeni Dybsky. Galerie Stracke, Köln
- 2003 Evgeni Dybsky. Malerei 1997–2002. Staatliche Tretjakow-Galerie, Moskau
- 2004 Evgeni Dybsky. Rheinisches Landesmuseum, Bonn
- 2005 Evgeni Dybsky. Museum Synagoge Gröbzig
- 2005 Evgeni Dybsky. Moskauer Museum für Moderne Kunst
- 2006 Memories. Galerie Sandmann, Berlin
- 2008 Evgeni Dybsky, Igor Wuloch. Gallery RuArts, Moskau
- 2008 Evgeni Dybsky. Kunst aus Nordrhein-Westfalen, Aachen
- 2008 Evgeni Dybsky. Gallery Filisetti Arte Contemporanea, Caravaggio, Italien
- 2008 Evgeni Dybsky. Paperworks Gallery, Moskau
- 2009 Evgeni Dybsky. Museum Ludwig, Koblenz
- 2009 Museum Synagoge Gröbzig
- 2013 Giotto Project. Moskauer Museum für Moderne Kunst

## Gruppenausstellungen (Auswahl)
- 1987 Costakis Collection, Athen
- 1987 Galerie de France, Paris
- 1988 Studio Marconi, Mailand
- 1988 Für Stadt und Welt. Zentrales Künstlerhaus, Moskau
- 1989 Transformation. Camden Art Center, London
- 1990 The Quest for Self-Expression. Columbus Museum of Art, Columbus, USA
- 1990 5+1 Pintores de Moscovo. Fundacao de Serralves, Porto, Portugal
- 1991 The Quest for Self-Expression. Weatherspoon Art Gallery, Arkansas Art Gallery, Low ArtMuseum, Arkansas, USA
- 1994 NO! – and the Conformists. Fundacja Polskiej Sztuki Nowoczesnej, Warschau und Staatliches Russisches Museum, St. Petersburg
- 1995 Oltre la grande soglia. Castello San Giorgio, Orzinuovi, Italien
- 1996 Kunsthalle Henri Nannen, Emden
- 2000 Inventario del Secolo. Villa San Carlo Borromeo, Senago, Italien
- 2001 Abstraktion in Russland. XX. Jahrhundert. Staatliches Russisches Museum, St. Petersburg
- 2004 Autobiografia di una galleria. Lo Studio Marconi 1965 / 1992. Fondazione Marconi, Mailand
- 2005 Collage in Russland. XX. Jahrhundert. Staatliches Russisches Museum, St. Petersburg
- 2007 Invitation II. Borzo modern and contemporary art, Amsterdam
- 2008 Translation of Time, RuArts Gallery, Moskau
- 2008 Suspended, Neues Kunstforum, Köln

## Arbeiten in öffentlichen und privaten Sammlungen
- Ermitage (Sankt Petersburg) (offiziell: The State Hermitage Museum)
- The Jane Voorhees Zimmerli Art Museum, New Brunswick, USA
- Staatliches Russisches Museum, St. Petersburg
- Kunsthalle Stiftung Henri Nannen, Emden
- Museo d’Arte Moderna e Contemporanea di Trento e Rovereto, Italien
- Moskauer Museum für Moderne Kunst, Moskau
- Kunstsammlung Nordrhein-Westfalen, Aachen
- Fondazione Marconi, Mailand
- Museum der Moskauer Geschichte und Rekonstruktion, Moskau
- Stella Art Foundation, Moskau
- Fondazione Biscozzi | Rimbaud, Lecce